# Famille Aminoff
La famille Aminoff est une famille de la noblesse de Suède et de Finlande. Les racines de la famille se trouvent dans le Saint Empire romain germanique et en Russie. La famille a produit des hommes d'État, des officiers, des universitaires, des commerçants, des industriels et des propriétaires terriens. La famille Aminoff a reçu les titres de comte et de baron. La famille Aminoff est connue pour sa participation active dans le commerce et l'industrie,,,.

## Histoire

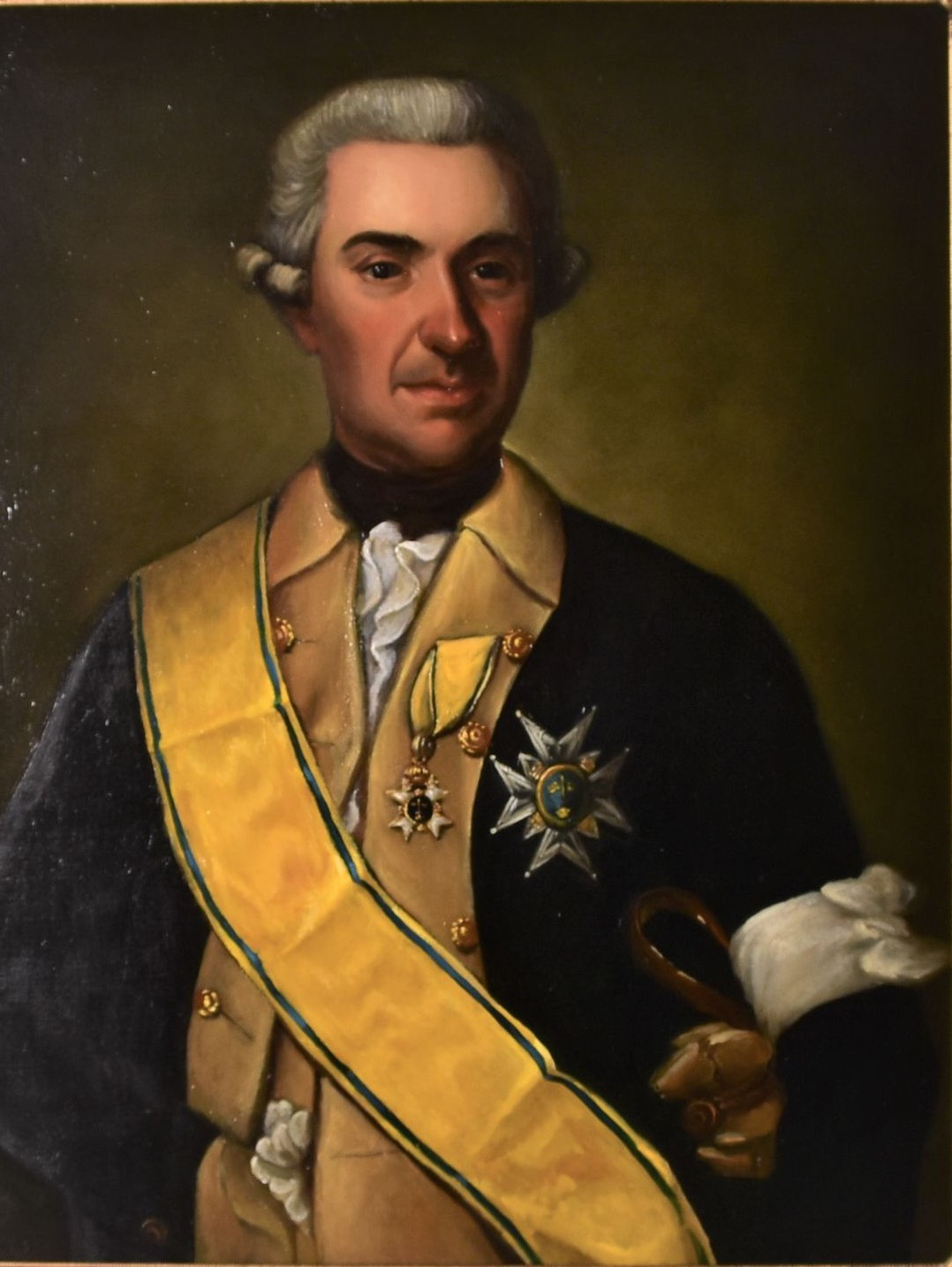
Lieutenant-général Carl Mauritz Aminoff.

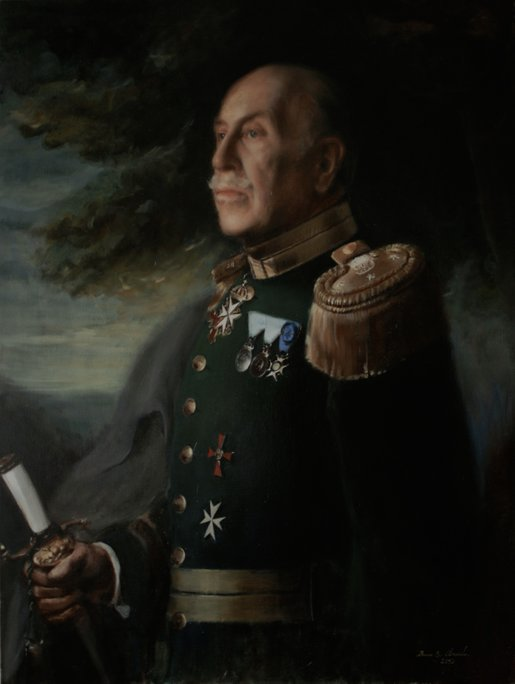
Chamberlain Gregor Aminoff, Adjoint du Roi de Suède Gustave VI Adolphe et Charles XVI Gustave.

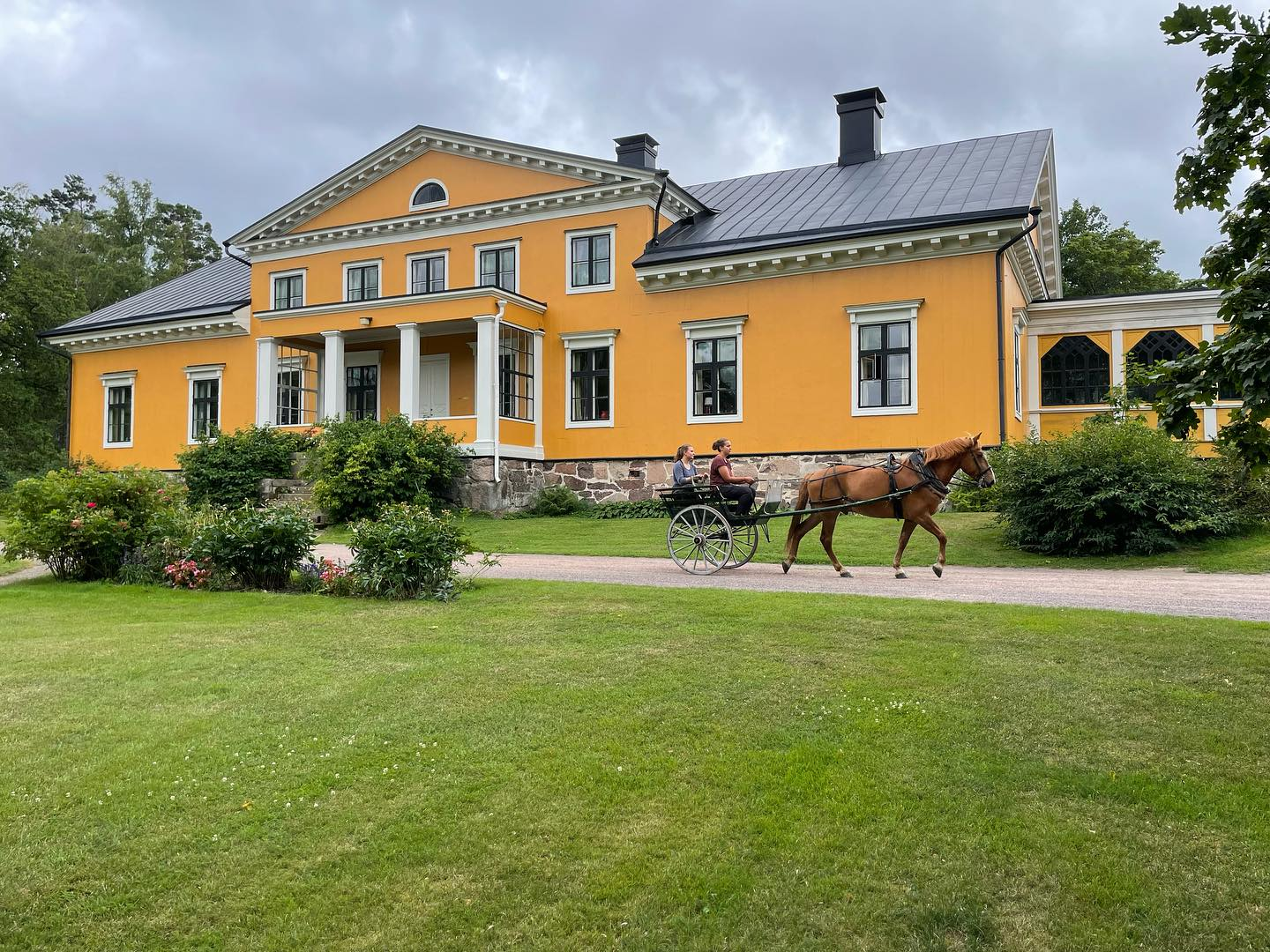
Le manoir de Rillahti à Raseborg, en Finlande. Le domaine familial de la famille Aminoff.

Les Aminoff sont à l'origine une famille russe d'origine boyarde, qui prétend descendre de Radja, ayant vécu à Kyiv et à Novgorod au XIIe siècle et ayant servi comme officiel à la cour du prince Vsevolod II Olgovich. Radja a déménagé en Rus' de Kyiv depuis la Bohême de l'Empire romain germanique en 1146. Une autre théorie suggère que le progeniteur de la famille était un ambassadeur nommé Amin (mort après 1365), servant d'envoyé à la Horde d'Or depuis le Grand-Duché de Moscou. L'ambassadeur Amin parlait la langue tatare, ce qui était avantageux dans les rôles diplomatiques. Cependant, le véritable ancêtre est Ivan Amin Yurievich Kuritsyn, un descendant de Radja, dont la lignée remonte à lui. Le descendant de Kuritsyn, Nikita Ivanovich Aminev, a participé au siège de Kazan, et son nom est inscrit dans la cathédrale Uspensky de Moscou,,,.
La branche suédoise et finlandaise de la famille remonte à Feodor Grigorievich Aminev, qui a servi comme commandant d'Iivananlinna en Ingrie au début du XVIIe siècle et était le petit-fils de Nikita Aminev. La mère du voïvode Aminev était la princesse Elena Ivanovich Golitsyn, fille du prince Ivan Golitsyn, gouverneur du Grand Novgorod, et petite-fille du prince Yury Mikhailovich Bulgakov-Golitsyn,,.
La branche suédoise de la famille Aminoff a été introduite à la Maison de la Noblesse de Suède à Stockholm en 1650, numéro 446. Les branches suédoise et finlandaise ont servi l'Empire suédois, l'Âge de la Liberté et l'Époque gustavienne. La guerre de Finlande de 1808-1809 a séparé les deux branches entre la Suède et le nouveau Grand-Duché de Finlande dans l'Empire russe.
La branche finlandaise de la famille Aminoff, une sous-branche de la branche suédoise, a été introduite à la Maison de la Noblesse de Finlande dans le nouveau Grand-Duché de Finlande au sein de l'Empire russe en 1818,.
Le général de division, membre du Conseil privé, le comte Johan Fredrik Aminoff était un membre fondateur du Comité des affaires finlandaises et vice-chancelier à l'Académie impériale de Turku. L'empereur de Russie, grand-duc de Finlande Alexandre Ier, lui a accordé le titre de comte en 1819,.
La famille Aminoff en Finlande est connue pour sa participation active dans le commerce et l'industrie. Les membres de la famille ont été activement impliqués dans le commerce et l'industrie au cours du XIXe siècle. Cependant, durant le XXe siècle, des membres de la famille ont fondé plusieurs entreprises de premier plan. La vie économique finlandaise a vu des Aminoff en tant que fondateurs, propriétaires, membres de conseils d'administration, investisseurs et dirigeants d'entreprise,.

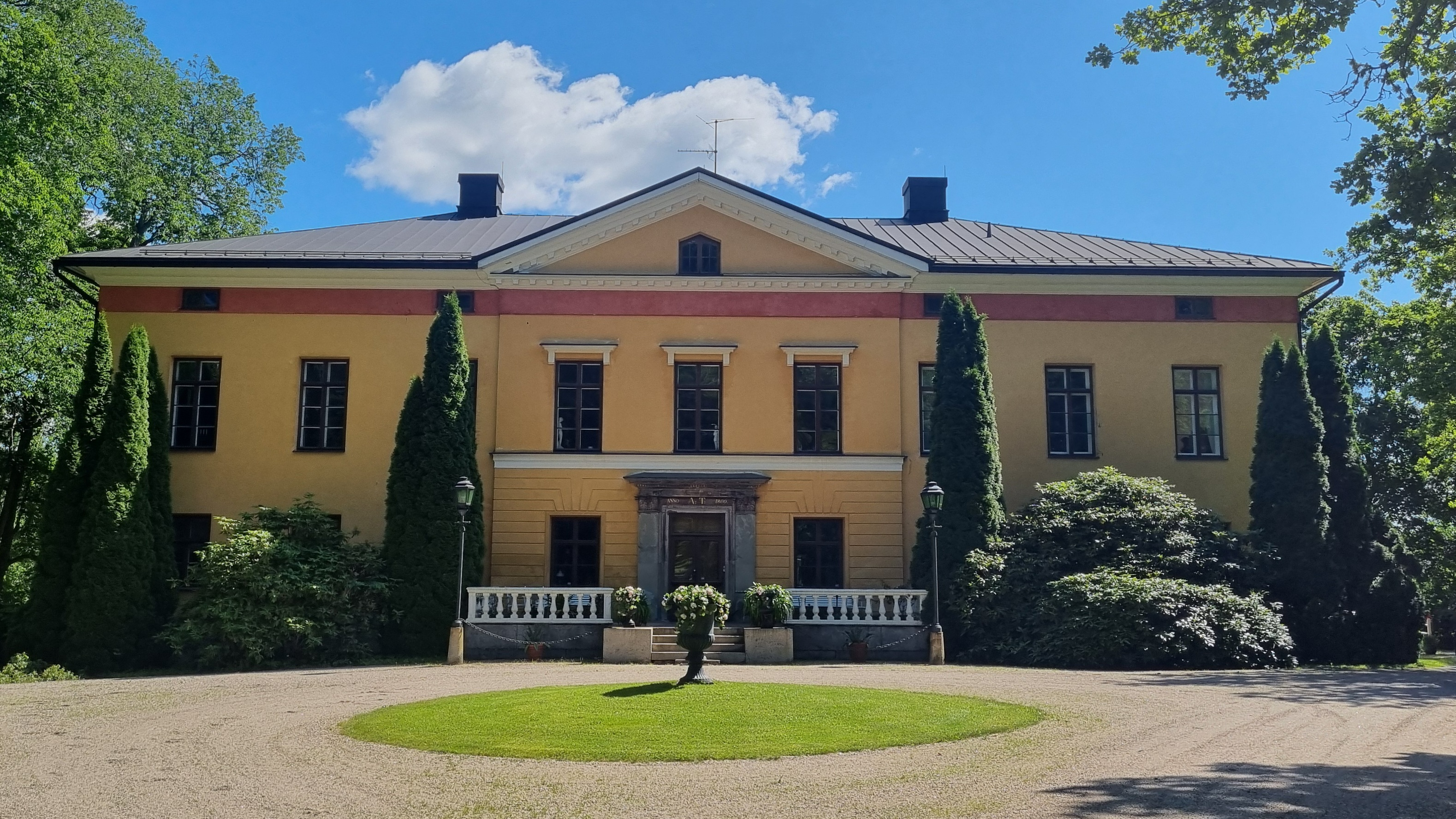
Le manoir de Wiurila.

Les branches nordiques et leurs membres résident en Suède et en Finlande, et ses branches généalogiques sont représentées dans les Maisons de la Noblesse de Suède et de Finlande,.

## Personnalités
- Henrik Johan Aminoff (1680–1758), militaire[8]
- Carl Mauritz Aminoff (1728–1798), militaire[8]
- Adolf Aminoff (1733–1800), militaire[9]
- Johan Fredrik Aminoff (1756–1842), militaire[9]
- Johan Gabriel Aminoff (1767–1828) militaire
- Gustaf Aminoff (1771–1836), militaire[9]
- Berndt Jonas Aminoff (1775–1870), militaire
- Gregori Aminoff (1788–1847), militaire[9]
- Germund Fredrik Aminoff (1796–1876), professeur[9]
- Gustaf Aminoff (1803–1838), historien
- Adolf Aminoff (1806–1884), militaire
- Berndt Adolf Carl Gregori Aminoff (1809–1875), militaire[9]
- Torsten Gustaf Aminoff (1838–1881), linguiste[9]
- Wilhelm Sixten Gregorius Aminoff (1838–1909),
- Berndt Ivar Aminoff (1843–1926), architecte
- Johan Fredrik Gustaf Aminoff (1844–1899), militaire[9]
- Adolf Aminoff (1856–1938), militaire[9]
- Alexander Aminoff (1865–1918), conseiller[9]
- Henrik Gregori Aminoff (1865–1945), juriste[9]
- Ivar Aminoff (1868–1931), politicien[9]
- Gregor Carl Georg Aminoff (1872–1934), militaire
- Karl Gustaf Aminoff (1874–1918),
- Gustaf Alexander Aminoff (1876–1938), avocat
- Torsten Aminoff (1881–1946)[9], militaire
- Gregori Aminoff (1883–1947),
- Adolf Esaias Aminoff (1890–1949), conseiller commercial[9]
- Gregor Iwan Alexis Feodor Aminoff (1897–1977),
- Gunnar Aminoff (1910–2008), conseiller agricole[9]
- Torsten G. Aminoff (1910–1985), historien[9]
- Carl Göran Aminoff (1916–2001), entrepreneur[9]
- Sten Gregor Aminoff (1918–), diplomate
- Leonie Aminoff (1870–1951), née Borgström, écrivain

## Pour approfondir